# Алькибаев, Мантай Сарсенович
Мантай Сарсенович Алькибаев (29 января 1936, Баратай, КазАССР — 30 декабря 1995, Зерендинский район, Кокшетауская область) — колхозник, старший чабан Кокчетавской областной сельскохозяйственной опытной станции Кокчетавской области, Казахская ССР. Герой Социалистического Труда (1966). Депутат Верховного Совета Казахской ССР.

## Биография
Родился в 1936 году в ауле Баратай.
С 1951 года трудился помощником конюха конюшни № 111 Кокчетавской области и с 1956 года — старшим помощником чабана в ауле Уялы. Позднее был назначен старшим чабаном.
В 1964 году получил в среднем по 7,1 килограмм шерсти от 2217 овец. В 1965 году довёл выработку шерсти в среднем по 7,8 килограмм с каждой овцы. За эти выдающиеся трудовые достижения удостоен в 1966 году звания Героя Социалистического Труда.

## Награды
- Герой Социалистического Труда — указом Президиума Верховного Совета СССР от 23 марта 1966 года
- Орден Ленина